# بینی‌سنجی
بینی‌سنجی (به انگلیسی: Nasometry) (یا Rhinometry)، به اندازه‌گیری مدولاسیون ناحیه دهانه ولوفارنکس (velopharynx) با استفاده از حرکات نرم‌کام و دیواره حلق در گفتار و آواز اشاره دارد. دهانه ولوفارنکس راه هوای دهان را به مجرای هوای بینی متصل می‌کند. اندازه این دهانه ولوفارنکس عموماً خیشومی‌شدن صدای گفتار یا آواز حاصل را کنترل می‌کند.